# Waterville (Maine)
Waterville ist eine City im Kennebec County des Bundesstaates Maine in den Vereinigten Staaten.
Im Jahr 2020 lebten dort 15.828 Einwohner in 7.408 Haushalten auf einer Fläche von 36,4 km². Nach Augusta ist Waterville die zweitgrößte Gemeinde des Kennebec Countys.

## Geographie
Nach dem United States Census Bureau hat Waterville eine Gesamtfläche von 36,4 km², von denen 35,2 km² Land sind und 1,2 km² aus Gewässern bestehen.

### Geographische Lage
Waterville liegt im Norden des im südlichen Maine gelegenen Kennebec County an der Mündung des Sebasticook River in den Kennebec River und grenzt an das Somerset County. Durch Waterville fließt außerdem der Messalonskee Stream, der weiter südlich in den Kennebec mündet. Der einzige kleinere See in Waterville ist der im nordwesten, in der Nähe des Colby Colleges gelegene Johnson Pond. Die Oberfläche des Gebietes ist eben, ohne nennenswerte Erhebungen.

### Nachbargemeinden
Alle Entfernungen sind als Luftlinien zwischen den offiziellen Koordinaten der Orte aus der Volkszählung 2010 angegeben.
- Norden: Fairfield, Somerset County 4,1 km
- Nordosten: Benton, 16,1 km
- Osten: Winslow, 9,4 km
- Südosten: Vassalboro, 4,7 km
- Süden: Sidney, 11,3 km
- Westen: Oakland, 8,9 km

### Stadtgliederung
In Waterville gibt es mit Waterville nur ein Siedlungsgebiet.

### Klima
Die mittlere Durchschnittstemperatur in Waterville liegt zwischen −7,2 °C (18° Fahrenheit) im Januar und 20,6 °C (69° Fahrenheit) im Juli. Damit ist der Ort gegenüber dem langjährigen Mittel der USA um etwa 6 Grad kühler. Die Schneefälle zwischen Oktober und Mai liegen mit bis zu zweieinhalb Metern mehr als doppelt so hoch wie die mittlere Schneehöhe in den USA; die tägliche Sonnenscheindauer liegt am unteren Rand des Wertespektrums der USA.

## Geschichte
Vor der Besiedlung durch Weiße war das Gebiet um Waterville von Abenaki bewohnt. 1771 wurde zunächst Winslow gegründet, das auch das Dorf Ticonic Village am Westufer des Kennebec umfasste. Da es zu dieser Zeit keine Brücke über den Fluss gab, entschieden die Bewohner des Dorfes, ihre Siedlung als eigenständige Gemeinde zu verwalten. Am 23. Juni 1802 wurde aus diesem Dorf die Stadt (town) Waterville gegründet. Damals wohnten etwa 800 Menschen in der Stadt.
Im Februar 1813 wurde die Maine Literary and Theological Institution gegründet, die 1821 zum Waterville College und 1867 zum noch heute existierenden Colby College wurde. Die Stadt lebte zu dieser Zeit hauptsächlich vom Fischfang, Schiffbau, von der Landwirtschaft sowie von der Holzindustrie. Der Kennebec River ist von der Küste aus nur bis hierher schiffbar, was Waterville zu einem wichtigen Flusshafen machte. 1818 eröffnete die erste Baptistenkirche ihre Pforten. Erst 1824 wurde eine Brücke nach Winslow gebaut. Ab 1832 war Waterville mit Linienschiffen an die Häfen der Küste Neuenglands bis nach Boston angeschlossen. Die erste Eisenbahn nach Waterville, Teil der Bahnstrecke Portland–Bangor, wurde 1849 eröffnet.
Mitte des 19. Jahrhunderts entwickelte sich die Stadt zu einem Industriestandort, begünstigt durch die geographische Lage und die frühe gute Verkehrsanbindung. 1873 wurde der Westen der Stadt als eigenständige Gemeinde West Waterville ausgegliedert, das später in Oakland umbenannt wurde. Die Maine Central Railroad, die beide Bahnstrecken durch Waterville übernommen hatte, baute den Bahnhof zu einem wichtigen Knotenpunkt aus, und baute hier auch ihre Hauptwerkstätte. Die bis dahin hölzerne Eisenbahnbrücke über den Kennebec River wurde 1874 durch einen Neubau aus Stahl ersetzt. Am 12. Januar 1888 wurde Waterville schließlich als City of Waterville umgegründet. Im gleichen Jahr ging die Straßenbahn Waterville, anfangs als Pferdebahn, bald jedoch als elektrische Straßenbahn, in Betrieb. Sie verkehrte bis 1937. 1894 wurde das Thomas College gegründet, das noch heute besteht. Ab 1900 produzierte Alvin O. Lombard in Waterville das erste kommerziell erfolgreiche Kettenfahrzeug der Welt, den Lombard Steam Log Hauler.

### Einwohnerentwicklung
| Volkszählungsergebnisse – City of Waterville, Maine | Volkszählungsergebnisse – City of Waterville, Maine | Volkszählungsergebnisse – City of Waterville, Maine | Volkszählungsergebnisse – City of Waterville, Maine | Volkszählungsergebnisse – City of Waterville, Maine | Volkszählungsergebnisse – City of Waterville, Maine | Volkszählungsergebnisse – City of Waterville, Maine | Volkszählungsergebnisse – City of Waterville, Maine | Volkszählungsergebnisse – City of Waterville, Maine | Volkszählungsergebnisse – City of Waterville, Maine | Volkszählungsergebnisse – City of Waterville, Maine |
| Jahr                                                | 1800                                                | 1810                                                | 1820                                                | 1830                                                | 1840                                                | 1850                                                | 1860                                                | 1870                                                | 1880                                                | 1890                                                |
| --------------------------------------------------- | --------------------------------------------------- | --------------------------------------------------- | --------------------------------------------------- | --------------------------------------------------- | --------------------------------------------------- | --------------------------------------------------- | --------------------------------------------------- | --------------------------------------------------- | --------------------------------------------------- | --------------------------------------------------- |
| Einwohner                                           |                                                     | 1314                                                | 1719                                                | 2216                                                | 2971                                                | 3964                                                | 4390                                                | 4852                                                | 4672                                                | 7107                                                |
| Jahr                                                | 1900                                                | 1910                                                | 1920                                                | 1930                                                | 1940                                                | 1950                                                | 1960                                                | 1970                                                | 1980                                                | 1990                                                |
| Einwohner                                           | 9477                                                | 11458                                               | 13351                                               | 15454                                               | 16688                                               | 18287                                               | 18695                                               | 18192                                               | 17779                                               | 17173                                               |
| Jahr                                                | 2000                                                | 2010                                                | 2020                                                | 2030                                                | 2040                                                | 2050                                                | 2060                                                | 2070                                                | 2080                                                | 2090                                                |
| Einwohner                                           | 15605                                               | 15722                                               | 15828                                               |                                                     |                                                     |                                                     |                                                     |                                                     |                                                     |                                                     |

## Politik

### Gemeinderat
Das City Council besteht in Waterville aus sieben Mitgliedern, zudem hat Waterville einen Council Manager, der dem Council Bericht erstattet.

### Bürgermeister
Bürgermeister von Waterville ist Nick Isgro. Er wurde im November 2014 und erneut im November 2017 für eine jeweils 3-jährige Amtszeit gewählt.

### Städtepartnerschaften
- Kotlas, seit 1990[10]

## Kultur und Sehenswürdigkeiten

### Museen
In Waterville befindet sich das Kunstmuseum des Colby College und das Redington-Museum der Waterville Historical Society.

### Bauwerke
In Waterville wurden zwei Distrikte und eine Reihe von Gebäuden unter Denkmalschutz gestellt und ins National Register of Historic Places aufgenommen:
Als Distrikt wurde unter Denkmalschutz gestellt:
- Lockwood Mill Historic District, aufgenommen 2007, Register-Nr. 07000412
- Waterville Main Street Historic District, aufgenommen 2012, Register-Nr. 12001066

Weitere Gebäude:
- Two Cent Bridge, aufgenommen 1973, Register-Nr. 73000132
- First Baptist Church, aufgenommen 1976, Register-Nr. 76000095
- Foster-Redington House, aufgenommen 2014, Register-Nr. 14000138
- Heald House, aufgenommen 2005, Register-Nr. 05000058
- Alvin O. Lombard House, aufgenommen 1982, Register-Nr. 82000753
- Professional Building, aufgenommen 1982, Register-Nr. 82000755
- Redington House, aufgenommen 1978, Register-Nr. 78000180
- Elizabeth Ann Seton Hospital, aufgenommen 2016, Register-Nr. 16000437
- Universalist-Unitarian Church, aufgenommen 1978, Register-Nr. 78000181
- Waterville High School, aufgenommen 2010, Register-Nr. 10000807
- Waterville Opera House and City Hall, aufgenommen 1976, Register-Nr. 76000097
- Waterville Post Office, aufgenommen 1977, Register-Nr. 77000074

### Parks
Das Perkins Arboretum ist das 51,2 ha große Arboretum des Colby Colleges.

## Wirtschaft und Infrastruktur

### Verkehr

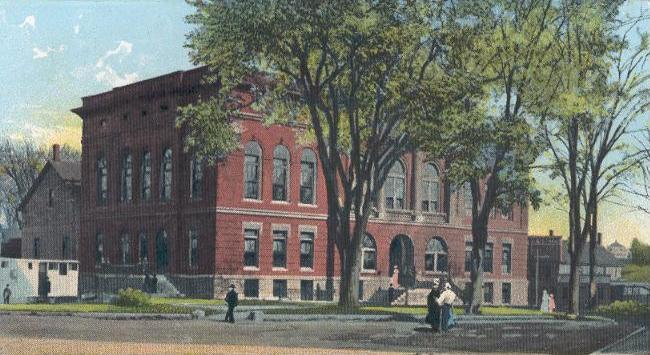
Rathaus und Opernhaus der Stadt, 1905.

Waterville liegt an der Interstate 95. Weiterhin führen der U.S. Highway 201 sowie die Staatsstraßen 11, 100, 104 und 137 durch die Stadt. Der Kennebec River ist von Waterville aus nach Süden schiffbar. Eisenbahnlinien führen nach Portland, Bangor und Augusta. Der nördliche Teil der Bahnstrecke Brunswick–Skowhegan nach Skowhegan ist stillgelegt. Die Stadt hatte von 1888 bis 1937 einen Straßenbahnbetrieb. Für den Flugverkehr steht der Robert LaFleur Airport (KWVL) südlich der Stadt zur Verfügung.

### Medien
Die Tageszeitung der Stadt ist der Morning Sentinel. Außerdem erscheint wöchentlich das Colby College Echo. Ein lokaler Fernsehsender WPFO (im FOX-Network) sowie mehrere Radiosender, darunter der WHMB, der ehrenamtlich von Studenten des Colby College betrieben wird, stehen ebenfalls zur Verfügung.

### Öffentliche Einrichtungen
Es gibt mehrere medizinische Einrichtungen und Krankenhäuser in Waterville, die auch den Bewohnern der benachbarten Towns zur Verfügung stehen.
In Waterville befindet sich die Waterville Public Library.

### Bildung
Waterville hat sich mit Vassalboro und Winslow zum AOS92, der Kennebec Valley Consolidated Schools zusammengeschlossen. In Waterville werden folgende Schulen angeboten:
- George J. Mitchell School, mit Klassen vom Kindergarten bis zum 3. Schuljahr
- Albert S. Hall School, mit Klassen vom 4. bis zum 5. Schuljahr
- Junior High School, mit Klassen vom 6. bis zum 8. Schuljahr
- Senior High School, mit Klassen vom 8. bis zum 12. Schuljahr

Waterville wurde bereits früh zu einem Bildungszentrum ausgebaut. Bereits im Jahr 1813 wurde die Literary and Theological Institution gegründet, welche im Jhr 1821 umbenannt wurde in Waterville College und im Jahr 1867 in Colby College, einem College, das zu den Little Ivies gehört. Das Thomas College ist ein auf Wirtschaft ausgerichtetes College in Waterville. Es wurde 1894 gegründet. Eine Latein Schule wurde 1820 gegründet, um die Studierenden auf den Besuch des Colby Colleges oder anderer Colleges vorzubereiten. Später umbenannt in Waterville Academy, Waterville Classical Institute und Coburn Classical Institute. Er wurde mit der Oak Grove School in Vassalboro im Jahr 1970 zusammengeschlossen und in den 1980er Jahren geschlossen.

## Persönlichkeiten

### Söhne und Töchter der Stadt
- Wyman B. S. Moor (1811–1869), Politiker
- Walter A. Burleigh (1820–1896), Politiker
- Edward Stevens Sheldon (1851–1925), Romanist, Französist, Italianist, Germanist, Mediävist und Etymologe
- Marston Morse (1892–1977), Mathematiker
- Charles P. Nelson (1907–1962), Politiker
- Alice Bridges (1916–2011), Schwimmerin
- Richard J. Dubord (1921–1970), Politiker
- George J. Mitchell (* 1933), Politiker
- Bill Flagg (* 1934), Musiker
- Donald E. Pelotte (1945–2010), Bischof von Gallup
- Dan Bolduc (* 1953), Eishockeyspieler
- Bruce Poliquin (* 1953), Politiker
- David Lemoine (* 1957), Politiker
- Dan Gwadosky (1954–2011),  Politiker
- David E. Kelley (* 1956), Filmproduzent
- Vaughn Meader (1936–2004), Comedian, Parodist, Musiker und Schauspieler
- Colin Woodard (* 1968), Journalist und Schriftsteller
- Henry Beck (* 1986), Anwalt und Politiker; Maine State Treasurer seit 2019
- Mike Dechaine (* 1987), Poolbillardspieler

### Persönlichkeiten, die vor Ort gewirkt haben
- Warren F. Daniell (1826–1913), Fabrikant und Politiker
- Cyrus W. Davis (1856–1917), Politiker, Bürgermeister von Waterville
- Warren C. Philbrook (1857–1933), Politiker, Bürgermeister von Waterville
- William Robinson Pattangall (1865–1942), Politiker, Bürgermeister von Waterville
- Paul LePage (* 1948), Politiker, Bürgermeister von Waterville
- Raffael Scheck (* 1960), Professor am Colby College